# Битва на Мардж аль-Саффаре (1126)
Битва на Мардж аль-Саффа́ре (тур. Mercü's-Suffar savaşı, араб. معركة مرج الصفر‎) — сражение между армией крестоносцев под командованием короля Иерусалима Балдуина II и войском атабека Дамаска Тугтегина, состоявшееся на равнине Мардж аль-Саффар 25 января 1126 года. Крестоносцы победили, но из-за больших потерь не стали нападать на Дамаск, как планировалось.

## Перед битвой
В начале 1126 года иерусалимский король Балдуин II решил напасть на Дамаск, которым правил атабек Тугтегин, чтобы отомстить ему за набеги на свои территории. Отряды франков разоряли окрестности Дамаска. Тугтегин узнал о том, что Балдуин собирает армию и готовится напасть на Хауран — территорию, контролируемую атабеком Дамаска. Атабек написал окрестным мусульманским эмирам и просил помощи в борьбе против франков.
Армия Балдуина собралась у Тверии; 11 января 1126 года она переправилась через Иордан и двинулась к Дамаску. Фульхерий Шартрский писал, что армия «прошла пещеру Рооб, вошла в земли Дамаска и остановилась для отдыха на два дня за Меддой, у истока реки, которая спускается за Галилейское море и впадает в Иордан». Вильгельм Тирский описал путь армии подобным образом: она пересекла Десятиградие, затем прошла по узкой долине Рооб и равнине Медан. Перейдя эту равнину, она вышла к равнине Мардж аль-Саффар. Хронист напомнил, что именно здесь Савл услышал голос, говорящий: «Савл, Савл, что ты гонишь меня?».
Когда армия крестоносцев собралась возле Тверии, Тугтегин получил данные, что она будет двигаться через Мардж-аль Саффар на Дамаск. Он тоже прибыл туда со своим войском, разбил лагерь на Мардж-аль-Саффар и снова написал письма эмирам с просьбой прислать пеших воинов. К нему прибыло 2000 туркменских всадников.
На этой равнине две армии стояли два дня лицом к лицу, а передовые отряды с обеих сторон участвовали в стычках.

## Силы сторон
Ни Фульхерий Шартрский, ни Ибн аль Каланиси не называли точных размеров армий. Про христианскую армию Фульхерий Шартрский писал: «Наши конные и пешие дивизии были разделены на двенадцать дивизий таким образом, чтобы каждая могла поддерживать другую, если это необходимо». Каждая дивизия состояла из трёх пехотных и одного кавалерийского полка, «чтобы два рода войск могли оказать каждому надлежащую поддержку». Из описаний битвы хронистами нелегко разобрать, находилась ли пехота крестоносцев позади или впереди рыцарей. По мнению Ч. Омана, кавалерия двинулась вперёд, и в последнем наступлении пехота должна была следовать за рыцарями, чтобы завершить победу, а не опережать их. Историк, исходя из этого, полагал, что пехота стояла за конницей. По мнению историка Г. Теотокиса, наиболее вероятным строем, судя по условиям местности, был прямоугольник длиной в три корпуса и глубиной в четыре.
Тугтегин привёл с собой «большое войско из вооружённых банд и неопытной молодёжи Дамаска». По словам Ч. Омана и Н. Елисеева, в армии туркмен впервые появились пешие воины. До этого их войска состояли лишь из конных лучников. Й. Хит писал, что в армии атабека Дамаска было 2000 туркмен, 1000 воинов из местных племён и «огромное количество» пехоты. В армии Тугтегина у кавалеристов за спиной сидели новобранцы, готовые спрыгнуть на землю и сражаться пешими. Кроме того, у Тугтегина были тысячи малообученных пехотинцев, в основном простых жителей Дамаска.
У войска Дамаска не было значительного численного превосходства. Христианские авторы не приписывали в этом случае противнику большого перевеса сил.

## Битва
На третий день состоялась битва. Ибн аль-Каланиси писал, что битва состоялась на Мардж ал-Саффар 25 января 1126 года (К. Хилленбранд датировала битву 1127 годом, С. Рансимен писал, что битва произошла «у Тель-эс-Сакаба, примерно в 20 милях к юго-западу от Дамаска»).
По всей вероятности, действие началось с пехоты на переднем крае при поддержке кавалерии. Обе стороны яростно сражались. По словам Вильгельма Тирского, и король, и атабек воодушевляли своих людей. Атабек Дамаска напоминал воинам Дамаска, что они сражаются за свои дома, жён и детей. Как писал Ч. Оман, в этой битве туркмены сражались более ожесточённо, чем обычно, но неясно, было это от того, что битва была недалеко от их домов и семей, или же это было благодаря помощи непривычной для них пехоты.
«Толдекин [Тугтегин] сбежал вместе со своим сыном. Хотя враги и теснили наших сверх всякой меры, их мужество все более возрастало, и они показывали себя твёрдыми и доблестными. Однако турки обрушили на христиан такой дождь стрел, что у них не осталось части тела, которую они могли бы защитить от ударов и ран. Никогда ещё нашим не приходилось терпеть более жестокий и страшный бой».
По описанию Фульхерия Шартрского, сначала побеждали мусульмане и «захватили богатые трофеи, обозы и животных, а также знаменитую церковь, которая была расположена на территории лагеря». То есть, отряды Тугтегина прорвались даже к лагерю короля. Франки отступали 4 мили. Но после они собрались и с наступлением вечера начали атаку. Вильгельм Тирский писал, что христианская пехота, воодушевлённая примером короля и его рыцарей, вместе с кавалерией атаковала врага на вершине холма. Лучники франков сосредоточились на обстреле лошадей противника и перебили многих. Оставшиеся без лошадей всадники атабека в большинстве погибли. По словам Ибн аль-Каланиси, «франки атаковали всех пеших воинов и мечами положили им конец». Победившие франки преследовали разгромленных мусульман до перевала Шухур (между Дамаском и аль-Кисвой), дамасская пехота была перебита ещё раньше. По мнению английской исследовательницы К. Хилленбранд, крестоносцы победили потому, что Тугтегин упал с лошади, его люди решили, что он убит, и бежали. Войска Тугтегина отступили до Джебель Асвад (между Дамаском и аль-Кисвой).
По словам Фульхерия Шартрского, «битва началась в третьем часу дня и закончилась лишь с рассветом нашей победой».

## Итоги
Пало две тысячи конных и бесчисленное множество пеших воинов армии Тугтегина. Вильгельм Тирский писал, что «в тот день пало более двух тысяч из их числа». Франки утверждали, что сами потеряли только 24 рыцаря и 80 пехотинцев, хотя они также отмечают, что пехота сильно пострадала в первой фазе боя. Франки потеряли много людей из-за сыпавшихся стрел и в рукопашном бою. По словам Ч. Омана, «это была одна из самых тяжёлых, хотя и не самых кровавых битв, в которых франки участвовали за многие годы».
Христианские авторы приписывают победу крестоносцам, однако, признают, что захватить Дамаск крестоносцам не удалось.
Потери франков были достаточно тяжёлыми, это не позволило королю Балдуину напасть на Дамаск. Вместо этого крестоносцы собрали на поле боя добычу и ушли в Иерусалим.
Вильгельм Тирский писал: «Наши анналы не содержат сведений о столь отчаянной и неопределённой битве». Ч. Оман полагал, что хронист «совершенно заблуждался, когда называл эту битву самой опасной и сомнительной по результатам с момента основания королевства. При Хабе за семь лет до того потери христиан были в восемь раз больше, а результат гораздо более неопределённый». Но, хотя бой был чрезвычайно упорным, потери не были чрезмерными. Н. Елисеев написал, что это «небольшое сражение вызвало большой интерес у военных историков».